# Кубок Сербії з футболу 2013—2014
Кубок Сербії з футболу 2013–2014 — 8-й розіграш кубкового футбольного турніру в Сербії. Титул вперше здобула Воєводина.

## Календар
| Раунд            | Дата                       | Матчі | Клуби   |
| ---------------- | -------------------------- | ----- | ------- |
| Попередній раунд | 4 вересня 2013             | 7     | 39 → 32 |
| 1/16 фіналу      | 25 вересня 2013            | 16    | 32 → 16 |
| 1/8 фіналу       | 30 жовтня 2013             | 8     | 16 → 8  |
| 1/4 фіналу       | 4 грудня 2013              | 4     | 8 → 4   |
| Півфінали        | 26 березня - 9 квітня 2014 | 4     | 4 → 2   |
| Фінал            | 7 травня 2014              | 1     | 2 → 1   |

## Попередній раунд
| Команда 1                        | Рахунок         | Команда 2                  |
| -------------------------------- | --------------- | -------------------------- |
| 4 вересня 2013                   |                 |                            |
| Раковиця (3)                     | 0:0 дч пен. 5:4 | Раднички (Нова Пазова) (3) |
| Партизан (Бумбарево Брдо) (3)    | 3:1             | Колубара (3)               |
| Трстенік (3)                     | 1:0             | Тимок (2)                  |
| Новий Сад (3)                    | 0:0 дч пен. 4:5 | Банат (3)                  |
| ОФК Младеновац (3)               | 0:1             | Телеоптик (2)              |
| Мокра Гора (4)                   | 1:2             | Слога (Кралєво) (2)        |
| Раднички (Сремска-Митровиця) (3) | 1:1 дч пен. 3:2 | Інджія (2)                 |

## 1/16 фіналу
Команда Вождовац пройшла до наступного раунду після жеребкування.
| Команда 1                        | Рахунок         | Команда 2                     |
| -------------------------------- | --------------- | ----------------------------- |
| 25 вересня 2013                  |                 |                               |
| Пролетер (Нови-Сад) (3)          | 0:3             | Црвена Звезда                 |
| Борац (2)                        | 2:1             | Рад                           |
| Трстенік (3)                     | 0:2             | Нові Пазар                    |
| Раднички 1923 (Крагуєваць)       | 1:0             | Банат (3)                     |
| Телеоптик (2)                    | 0:3             | Слобода (Ужице) (2)           |
| Слога (Кралєво) (2)              | 1:1 дч пен. 1:3 | Воєводина                     |
| Младост (Лучані) (2)             | 0:0 дч пен. 3:5 | ОФК Белград                   |
| Раковиця (3)                     | 1:4             | Ягодина                       |
| Смедерево (2)                    | 0:1             | Чукарички                     |
| Борча (2)                        | 0:1             | Єдинство Путеви (2)           |
| Бежанія (2)                      | 0:2             | Раднички (Ниш)                |
| Раднички (Сремска-Митровиця) (3) | 0:2             | Доні Срем                     |
| Партизан (Бумбарево Брдо) (3)    | 0:3             | Спартак                       |
| Партизан                         | 2:0             | Металац (Горні Мілановац) (2) |
| Напредак                         | 2:1             | Явор                          |

## 1/8 фіналу
| Команда 1           | Рахунок         | Команда 2                  |
| ------------------- | --------------- | -------------------------- |
| 30 жовтня 2013      |                 |                            |
| Спартак             | 2:0             | Напредак                   |
| ОФК Белград         | 2:1             | Єдинство Путеви (2)        |
| Доні Срем           | 2:0             | Борац (2)                  |
| Воєводина           | 0:0 дч пен. 3:0 | Нові Пазар                 |
| Раднички (Ниш)      | 0:3             | Партизан                   |
| Слобода (Ужице) (2) | 2:0             | Вождовац                   |
| Чукарички           | 0:2             | Ягодина                    |
| Црвена Звезда       | 3:0             | Раднички 1923 (Крагуєваць) |

## 1/4 фіналу
| Команда 1           | Рахунок | Команда 2   |
| ------------------- | ------- | ----------- |
| 4 грудня 2013       |         |             |
| Спартак             | 2:0     | Партизан    |
| Слобода (Ужице) (2) | 0:2     | ОФК Белград |
| Ягодина             | 4:1     | Доні Срем   |
| Црвена Звезда       | 1:3     | Воєводина   |

## 1/2 фіналу
| Команда 1                | Заг. | Команда 2 | 1-й матч | 2-й матч |
| ------------------------ | ---- | --------- | -------- | -------- |
| 26 березня/9 квітня 2014 |      |           |          |          |
| ОФК Белград              | 1:4  | Ягодина   | 1:2      | 0:2      |
| Воєводина                | 2:0  | Спартак   | 1:0      | 1:0      |

## Фінал
| 7 травня 2014 21:00 (EEST) |

| Воєводина              | 2:0      | Ягодина |
| ---------------------- | -------- | ------- |
| Аліводич 40' Бабич 52' | Протокол |         |

| Партизан, Белград Глядачів: 8 000 Арбітр: Бошко Йованетич |